# Campionatul Mondial de Atletism din 2022 - Aruncarea discului (feminin)

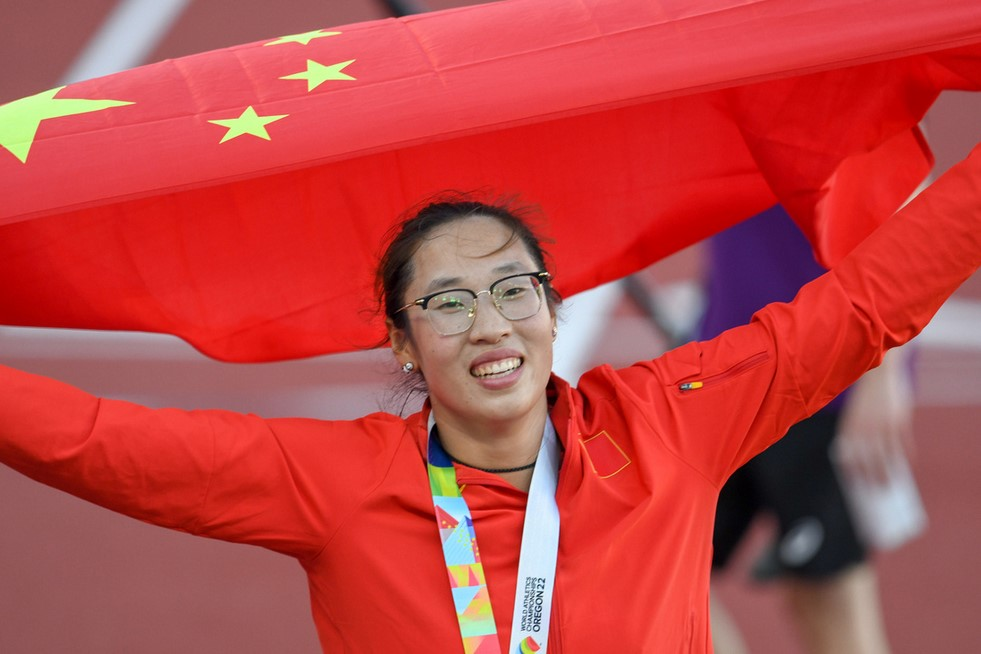
Feng Bin a câștigat medalia de aur

Proba feminină de aruncarea discului de la Campionatul Mondial de Atletism din 2022 a avut loc în perioada 18-20 iulie 2022 pe Hayward Field din Eugene, SUA.

## Standardul de calificare
Standardul de calificare a fost de 63,5 m.

## Program
Ora este ora SUA (UTC-7) 
| Data     | Oră   | Etapă      |
| -------- | ----- | ---------- |
| 18 iulie | 17:10 | Calificări |
| 20 iulie | 18:30 | Finala     |

## Rezultate

### Calificări
În finală s-au calificat toți sportivii care au aruncat discul la distanța de 64,0m (C) sau cele mai bune 12 performanțe (c).
| Loc | Grupă | Nume                      | Țară                       | Rundă | Rundă | Rundă | Cea mai bună performanță | Note  |
| Loc | Grupă | Nume                      | Țară                       | 1     | 2     | 3     | Cea mai bună performanță | Note  |
| --- | ----- | ------------------------- | -------------------------- | ----- | ----- | ----- | ------------------------ | ----- |
| 1   | A     | Valarie Allman            | Statele Unite ale Americii | x     | x     | 68,36 | 68,36                    | C     |
| 2   | B     | Jorinde van Klinken       | Țările de Jos              | 62,15 | x     | 65,66 | 65,66                    | C, SB |
| 3   | B     | Yaimé Pérez               | Cuba                       | 60,77 | 65,32 |       | 65,32                    | C, SB |
| 4   | B     | Claudine Vita             | Germania                   | 62,13 | 64,98 |       | 64,98                    | C, SB |
| 5   | A     | Shanice Craft             | Germania                   | x     | 64,55 |       | 64,55                    | C     |
| 6   | B     | Kristin Pudenz            | Germania                   | 63,55 | 64,39 |       | 64,39                    | C     |
| 7   | B     | Sandra Perković           | Croația                    | 64,23 |       |       | 64,23                    | C     |
| 8   | A     | Feng Bin                  | China                      | 64,01 |       |       | 64,01                    | C     |
| 9   | A     | Laulauga Tausaga          | Statele Unite ale Americii | x     | 62,85 | x     | 62,85                    | c     |
| 10  | A     | Marija Tolj               | Croația                    | 61,46 | x     | x     | 61,46                    | c     |
| 11  | A     | Liliana Cá                | Portugalia                 | x     | 61,41 | 61,01 | 61,41                    | c     |
| 12  | B     | Mélina Robert-Michon      | Franța                     | 59,89 | 61,21 | x     | 61,21                    | c     |
| 13  | B     | Alexandra Emilianov       | Republica Moldova          | 60,67 | x     | x     | 60,67                    | SB    |
| 14  | B     | Fernanda Martins          | Brazilia                   | 58,18 | 60,08 | 58,43 | 60,08                    |       |
| 15  | B     | Izabela da Silva          | Brazilia                   | 55,28 | 59,78 | 57,29 | 59,78                    |       |
| 16  | A     | Silinda Oneisi Morales    | Cuba                       | 58,73 | 55,55 | 54,07 | 58,73                    |       |
| 17  | B     | Veronica Fraley           | Statele Unite ale Americii | 55,98 | 51,72 | 58,32 | 58,32                    |       |
| 18  | A     | Jade Lally                | Marea Britanie             | 58,21 | 55,85 | x     | 58,21                    |       |
| 19  | A     | Chrysoula Anagnostopoulou | Grecia                     | 58,15 | 56,04 | 57,61 | 58,15                    |       |
| 20  | A     | Andressa de Morais        | Brazilia                   | 55,68 | 58,11 | 56,79 | 58,11                    |       |
| 21  | A     | Chioma Onyekwere          | Nigeria                    | x     | 57,87 | x     | 57,87                    |       |
| 22  | B     | Karen Gallardo            | Chile                      | 54,78 | 57,78 | x     | 57,78                    |       |
| 23  | B     | Irina Rodrigues           | Portugalia                 | 56,79 | 54,89 | 57,69 | 57,69                    |       |
| 24  | B     | Rachel Dincoff            | Statele Unite ale Americii | 57,38 | x     | 57,62 | 57,62                    |       |
| 25  | A     | Ieva Zarankaitė           | Lituania                   | 57,39 | 57,31 | 57,57 | 57,57                    |       |
| 26  | A     | Salla Sipponen            | Finlanda                   | x     | 57,16 | 56,04 | 57,16                    |       |
| 27  | B     | Samantha Hall             | Jamaica                    | x     | 56,95 | 56,99 | 56,99                    |       |
| 28  | A     | Daisy Osakue              | Italia                     | 56,74 | x     | x     | 56,74                    |       |
| 29  | B     | Lisa Brix Pedersen        | Danemarca                  | x     | 54,60 | 56,54 | 56,54                    |       |
| 30  | A     | Trinity Tutti             | Canada                     | x     | x     | 54,36 | 54,36                    |       |

### Finala
Finala a început pe 20 iulie pe 18:33.
| Loc | Nume                 | Țară                       | Rundă | Rundă | Rundă | Rundă | Rundă | Rundă | Cea mai bună performanță | Note |
| Loc | Nume                 | Țară                       | 1     | 2     | 3     | 4     | 5     | 6     | Cea mai bună performanță | Note |
| --- | -------------------- | -------------------------- | ----- | ----- | ----- | ----- | ----- | ----- | ------------------------ | ---- |
| 1   | Feng Bin             | China                      | 69,12 | x     | 66,89 | 65,88 | 65,60 | 64,62 | 69,12                    | PB   |
| 2   | Sandra Perković      | Croația                    | 67,74 | 68,45 | x     | 67,74 | 66,59 | 65,57 | 68,45                    | SB   |
| 3   | Valarie Allman       | Statele Unite ale Americii | 67,62 | 66,47 | 68,30 | 68,05 | x     | 51,41 | 68,30                    |      |
| 4   | Jorinde van Klinken  | Țările de Jos              | x     | 62,41 | 64,00 | 60,68 | 64,97 | x     | 64,97                    |      |
| 5   | Claudine Vita        | Germania                   | 59,87 | 64,24 | 62,09 | x     | 62,60 | 61,86 | 64,24                    |      |
| 6   | Liliana Cá           | Portugalia                 | 53,24 | 63,64 | x     | 63,99 | 61,99 | x     | 63,99                    | SB   |
| 7   | Yaimé Pérez          | Cuba                       | x     | 62,36 | 61,32 | 63,07 | 62,94 | 62,36 | 63,07                    |      |
| 8   | Marija Tolj          | Croația                    | x     | 63,07 | 62,35 | 61,70 | 60,61 | 61,82 | 63,07                    |      |
| 9   | Shanice Craft        | Germania                   | 61,23 | x     | 62,35 |       |       |       | 62,35                    |      |
| 10  | Melina Robert-Michon | Franța                     | 53,46 | 60,36 | 59,98 |       |       |       | 60,36                    |      |
| 11  | Kristin Pudenz       | Germania                   | x     | 59,97 | x     |       |       |       | 59,97                    |      |
| 12  | Laulauga Tausaga     | Statele Unite ale Americii | 56,47 | 55,93 | x     |       |       |       | 56,47                    |      |